# Liste der Kulturdenkmale in Saustrup
In der Liste der Kulturdenkmale in Saustrup sind alle Kulturdenkmale der schleswig-holsteinischen Gemeinde Saustrup (Kreis Schleswig-Flensburg) und ihrer Ortsteile aufgelistet (Stand: 14. April 2025).
Die Bodendenkmale sind in der Liste der Bodendenkmale in Saustrup aufgeführt.

## Legende
In den Spalten befinden sich folgende Informationen:
- Objekt-ID: die Nummer des Kulturdenkmales
- Lage: die Adresse des Kulturdenkmales und die geographischen Koordinaten. Kartenansicht, um Koordinaten zu setzen. In der Kartenansicht sind Kulturdenkmale ohne Koordinaten mit einem roten Marker dargestellt und können in der Karte gesetzt werden. Kulturdenkmale ohne Bild sind mit einem blauen Marker gekennzeichnet, Kulturdenkmale mit Bild mit einem grünen Marker.
- Offizielle Bezeichnung: Bezeichnung des Kulturdenkmales
- Beschreibung: die Beschreibung des Kulturdenkmales
- Bild: ein Bild des Kulturdenkmales

## Sachgesamtheit
| Objekt-ID | Lage                                        | Offizielle Bezeichnung  | Beschreibung | Bild |
| --------- | ------------------------------------------- | ----------------------- | --- | ---- |
| 54165     | Dorfstraße 19 (54° 40′ 12″ N, 9° 46′ 26″ O) | Hofanlage Dorfstraße 19 | Hofanlage Dorfstraße 19; 2. Hälfte 19. Jh., 1887, 1902, um 1930; Vierseithofanlage, erwachsen aus der sukzessiven Erneuerung einer größeren Vorgängeranlage, bestehend aus einer Remise und gepflasterten Hoffläche als ältesten Bauteilen, dem Wohnhaus mit Abnahme, sowie einer östlichen und nördlichen Stallscheune - Begründung: geschichtlich, künstlerisch, städtebaulich, Kulturlandschaft prägend - Schutzumfang: Wohnhaus mit Abnahme, Remise mit Hoffläche (Pflasterung), östliche Stallscheune, nördliche Stallscheune | BW   |

## Bauliche Anlagen
| Objekt-ID    | Lage                                        | Offizielle Bezeichnung       | Beschreibung | Bild            |
| ------------ | ------------------------------------------- | ---------------------------- | --- | --------------- |
| 43941        | Dorfstraße 19 (54° 40′ 11″ N, 9° 46′ 27″ O) | Wohnhaus mit Abnahme         | Wohnhaus mit Abnahme; 1887; eingeschossiger, elf-achsiger Backsteinbau mit Drempel und schiefergedecktem Satteldach, firsthoher Mittelrisalit mit Oberlichttür und Freitreppe, Fassadengliederung durch Ziegeldekor; im Osten leicht eingezogener niedriger Abnahmeanbau; im Inneren bauzeitliche Raumstruktur mit Farbfassungen und Deckenmalerei - Begründung: geschichtlich, künstlerisch, städtebaulich, Kulturlandschaft prägend - Schutzumfang: Wohnhaus mit Abnahme, - Denkmaltyp: Bauliche Anlage, Sachgesamtheit: Hofanlage Dorfstraße 19              | BW              |
| 43944        | Dorfstraße 19 (54° 40′ 11″ N, 9° 46′ 25″ O) | Remise                       | Remise; vor 1880; traufständiger, den Hofraum westlich abschließender, eingeschossiger Backsteinbau mit Lisenengliederung, holzverschaltem Drempel und flachem Satteldach; im Inneren bauzeitliche Raumstruktur mit Mitteldurchfahrt, seitlich erhaltenen Pferdeställen und Wagenremise; der Drempel modern zu Wohnraum umgenutzt; zugehörig gepflasterte Hoffläche - Begründung: geschichtlich, städtebaulich, Kulturlandschaft prägend - Schutzumfang: Remise, Hoffläche (Pflasterung) - Denkmaltyp: Bauliche Anlage, Sachgesamtheit: Hofanlage Dorfstraße 19 | BW              |
| 329 Wikidata | Flarupgaard (54° 39′ 23″ N, 9° 44′ 30″ O)   | Gut Flarupgaard: Herrenhaus  | Alteintragung (Aktualisierung vorgesehen) - Begründung: Alteintragung (Aktualisierung vorgesehen) - Schutzumfang: Alteintragung (Aktualisierung vorgesehen) - Denkmaltyp: Bauliche Anlage | Fotos hochladen |
| 330 Wikidata | Flarupgaard (54° 39′ 24″ N, 9° 44′ 28″ O)   | Gut Flarupgaard: Pächterhaus | Alteintragung (Aktualisierung vorgesehen) - Begründung: Alteintragung (Aktualisierung vorgesehen) - Schutzumfang: Alteintragung (Aktualisierung vorgesehen) - Denkmaltyp: Bauliche Anlage | BW              |

## Quelle
- Liste der Kulturdenkmale in Schleswig-Holstein – Kreis Schleswig-Flensburg

- Karte mit allen Koordinaten:
- OSM |
- WikiMap